# Luitpoldpark (Ingolstadt)
Der Luitpoldpark in Ingolstadt ist eine Parkanlage, die sich auf einer Länge von etwa 700 m zwischen der Donau und dem Stadtteil Haunwöhr im Unterbezirk Brückenkopf erstreckt.
Die Fläche beläuft sich dabei auf etwa 20 ha, wobei der Park im Osten fließend in die Anlagen am Brückenkopf übergeht. Nach Westen hin nimmt er zunehmend wäldlichen Charakter an, was sich beispielsweise in den nicht asphaltierten Wegen und Pfaden zeigt.
Der Luitpoldpark ist Teil des Grüngürtels, dem Glacis, der die Ingolstädter Altstadt umgibt. Er wird durch die Luitpoldstraße und die Auffahrt zur Glacisbrücke geteilt.

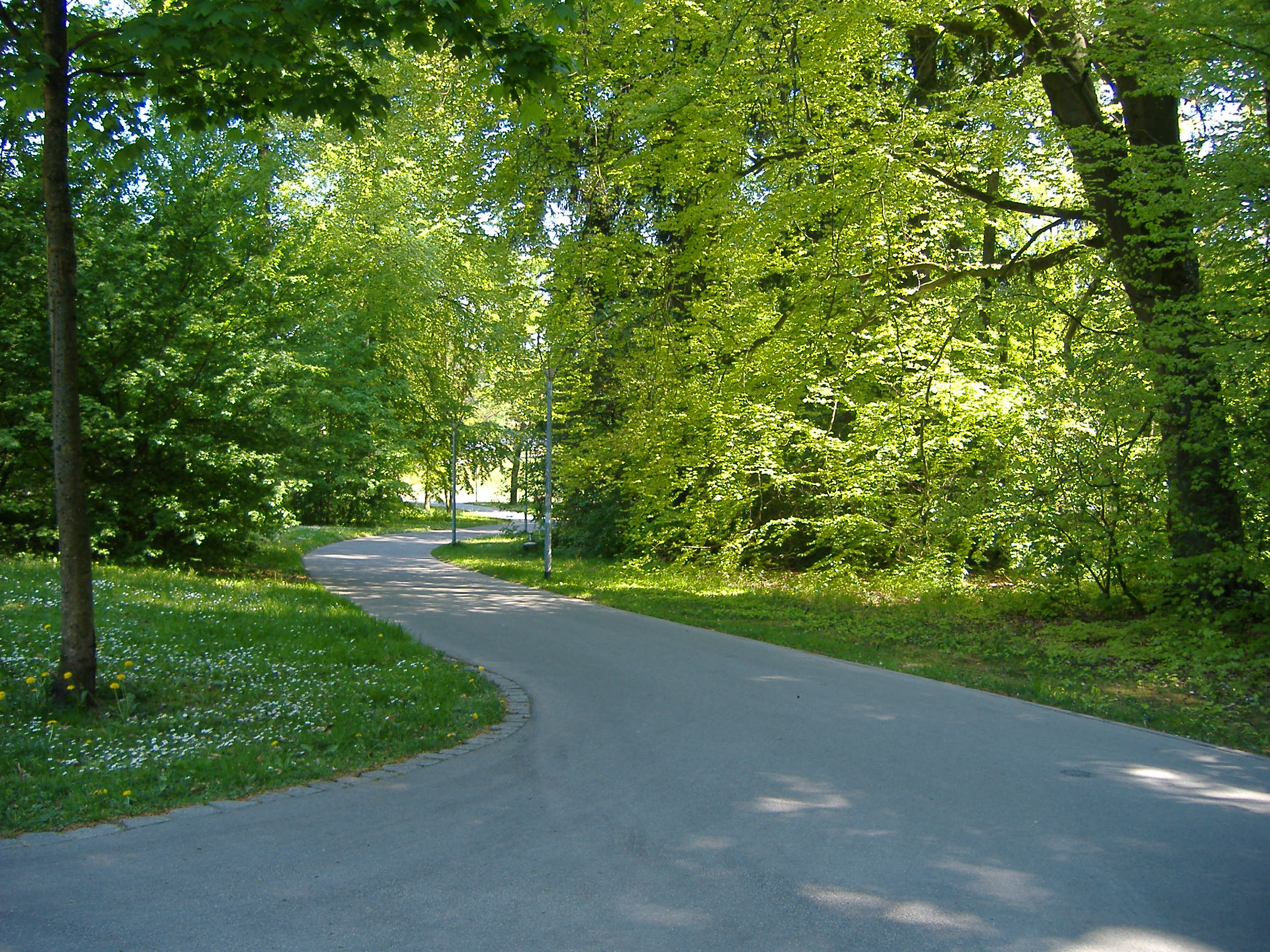
Weg im Luitpoldpark

## Geschichte

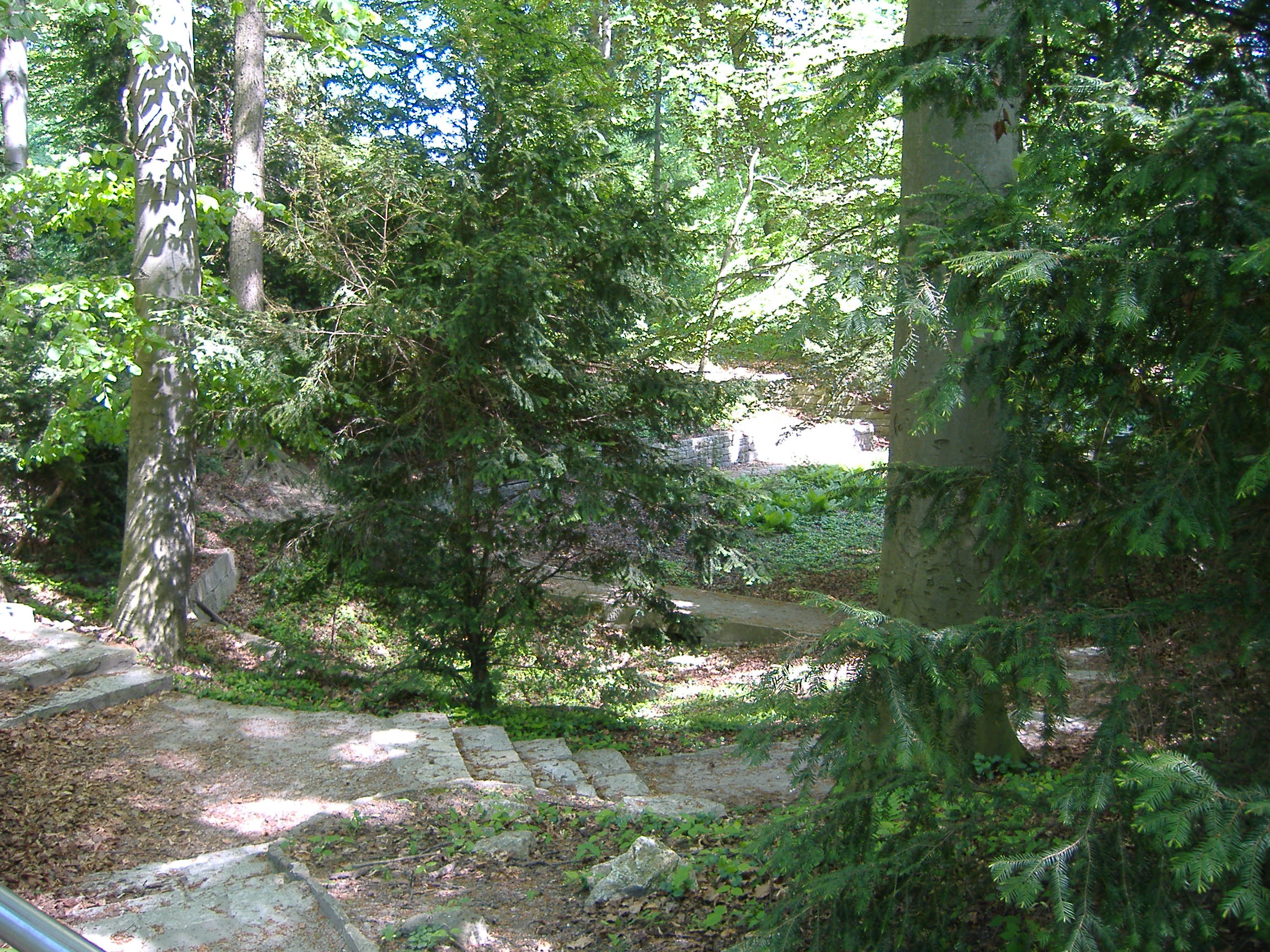
Reste der Fronte Gumppenberg

Die Entstehung des Luitpoldparks ist in Zusammenhang einer größeren Entwicklung einer Vielzahl an Volks- und Bürgerparks in Deutschland im 19. Jahrhundert zu sehen. Auch im Fall des Luitpoldparks finden sich die Ursprünge Ende des 19., Anfang des 20. Jahrhunderts. Im Rahmen des Auftrags eines Verschönerungsvereins begann 1905 der Ingolstädter Architekt und Künstler Wilhelm Donaubauer mit der landschaftsarchitektonischen Planung und Gestaltung.
Benannt wurde der Park nach dem damaligen bayerischen Prinzregenten Luitpold, nach dem auch eine Reihe weiterer Parkanlagen in Bayern benannt sind. Der Name für den Park in Ingolstadt tauchte erstmals im 1911 in der Ingolstädter Zeitung auf. Er wurde schließlich westlich des Brückenkopfs um die Festungsbauten der Fronte Gumppenberg mit dem Turm 5 (Roter Turm) angelegt. Im Jahr 1925 wurde im Park ein Café und vorher bereits ein Pavillon für Konzerte gebaut, die in der Folgezeit ein beliebtes Ausflugsziel der „Schanzer“ waren.
Im Zweiten Weltkrieg waren Teile des Parks durch die Luftangriffe auf Ingolstadt im März 1945 zerstört worden. Die Trasse der Bahnstrecke Ingolstadt–Neuoffingen, das eigentliche Ziel der Angriffe, verlief damals noch südlich am Luitpoldpark vorbei. Musikpavillon und Parkcafé lagen in Trümmern, der Rote Turm und die Fronte Gumppenberg wurden 1946 gesprengt bzw. abgetragen.
Nach dem Krieg entstand im Süden des Parks eine Kleingartenanlage. 1998 erfolgte mit dem Bau einer dritten Donaubrücke in Ingolstadt eine weitere Veränderung des Luitpoldparks. So erfolgte die Trassenführung mit der Brückenauffahrt durch den Park und teilt diesen seitdem, wobei jedoch eine Grünbrücke als verbindendes Element geschaffen wurde. Mit der Verlegung der nahe gelegenen Bahnlinie 1994/95 erfolgte eine Bebauung mit Wohnhäusern, der Erholungscharakter des Luitpoldparkes sorgt hier für eine erhöhte Wohnqualität.

## Mahn- und Gedenkstätte

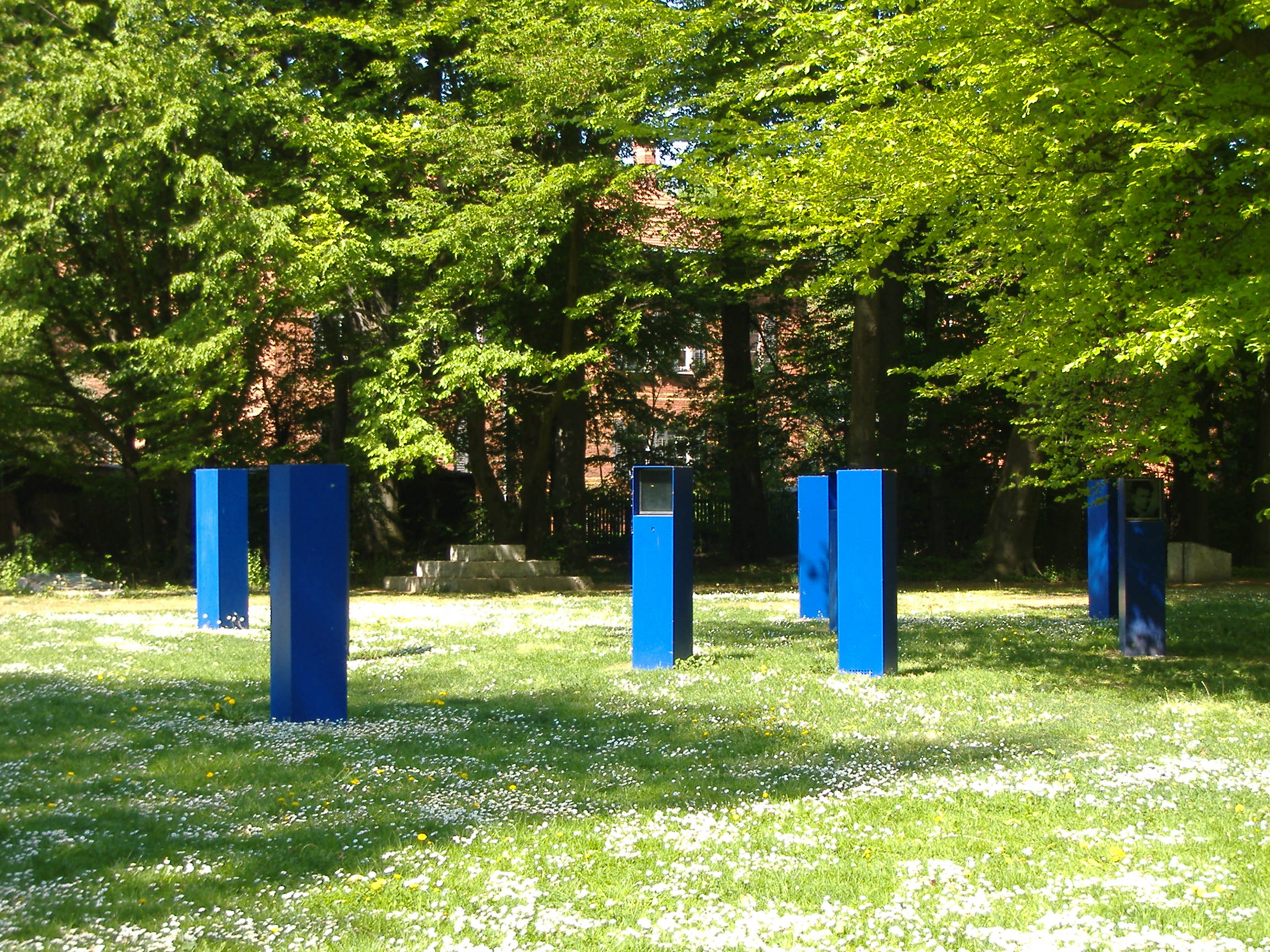
Das Mahnmal für die Opfer des Nationalsozialismus mit dem Podest der Nagelsäule im Hintergrund

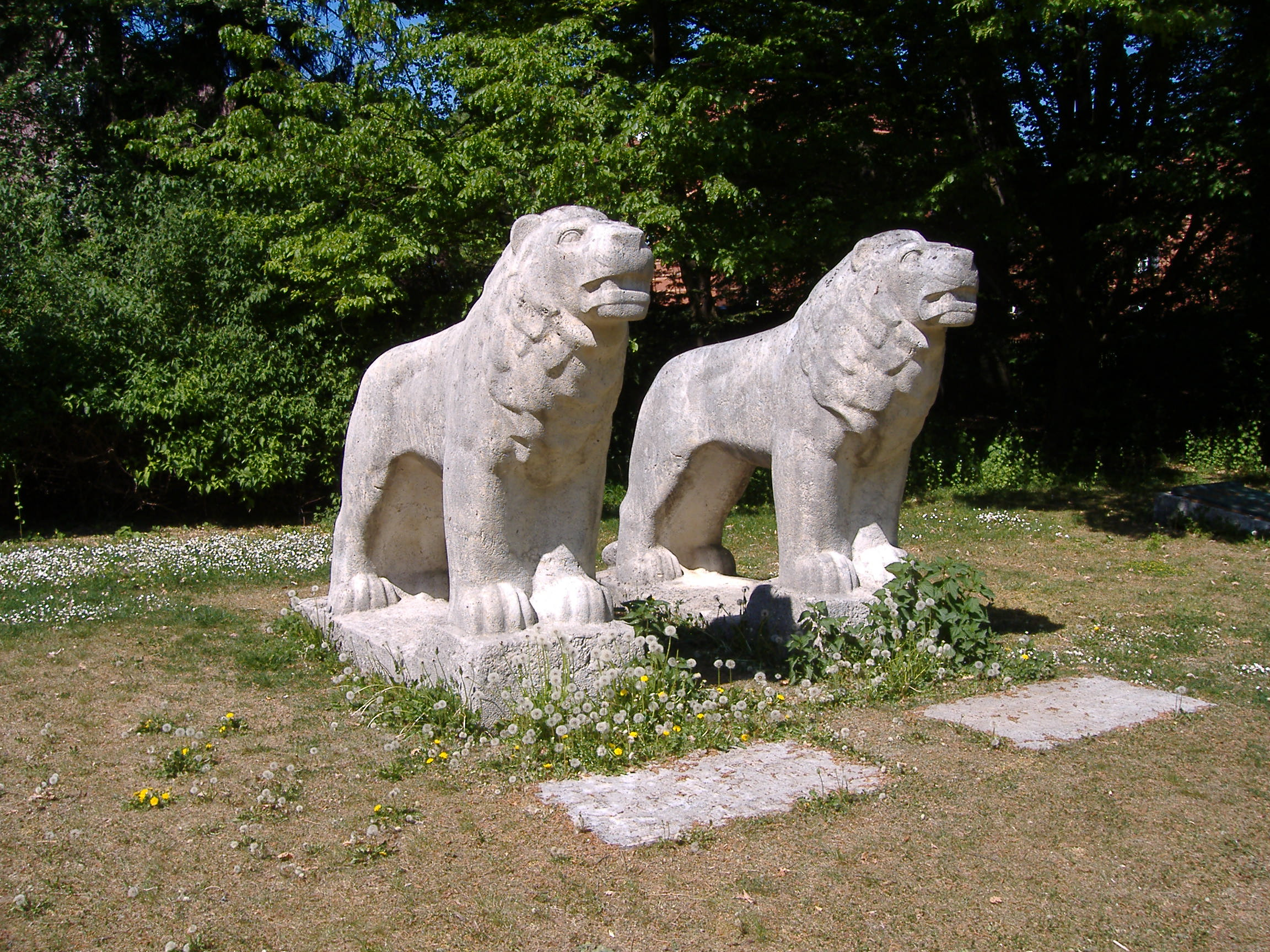
Die Löwen des Brigadedenkmals

Bereits in den 1920er Jahren wurde im Luitpoldpark ein Kriegerdenkmal unterhalb des Musikpavillons errichtet. Es folgten nach dem Zweiten Weltkrieg weitere Denkmäler, wie etwa der 1968 errichtete Gedenkstein „Den Toten des deutschen Ostens 1945“ oder das Denkmal, das im Rahmen der Ingolstädter Patenschaft für den sudetendeutschen Heimatkreis Niemes hinzugefügt wurde.
Auch auf die Denkmäler im Park hatte der Bau der Glacisbrücke Auswirkungen, da das Kriegerdenkmal genau auf der geplanten Trasse lag. So erfolgte 1998 zeitgleich mit der Beseitigung der ursprünglichen Anlage eine Neu- und Umgestaltung durch die aus Neustadt an der Aisch stammende bildende Künstlerin Dagmar Pachtner. Teile der alten Gedenkstätte wurden weiterverwendet.
Der Gedenkstättenbereich setzt sich heute aus folgenden Elementen zusammen:
- dem Mahnmal für die Opfer des Nationalsozialismus, das aus neun blauen Stelen mit Photographien von Opfern des Nationalsozialismus in Ingolstadt besteht, wobei sich weitere Stelen im ganzen Stadtgebiet befinden. Teil des Mahnmals ist auch ein Raum im Stadtmuseum der Stadt Ingolstadt;
- dem Denkmal für die gefallenen Soldaten des Ersten und Zweiten Weltkriegs in Form von zwanzig Liegesteinen, die bereits Teil des alten Denkmals waren. Neben den verschiedenen, an den beiden Kriegen beteiligten Bataillonen und Regimentern wurde im Rahmen der Neugestaltung auch ein Stein für die jüdischen Soldaten des Ersten Weltkrieges, die während der Zeit des Nationalsozialismus ermordet wurden, hinzugefügt;
- den Gedenksteinen für die Vertriebenen aus Niemes;
- der Sitz- und Denkmauer, die aus Steinen des alten Denkmals besteht;
- den zwei Löwen des Brigadedenkmals am ehemaligen Kavalier Spreti, das 1963 als einziges der sechs Kavaliere der einstigen Landesfestung abgerissen worden war;
- dem Podest einer Kriegs-Gedenksäule, einer Nagelsäule;
- einem bronzenen Artilleriedenkmal.

Weitere Gedenkmöglichkeiten finden sich am Nordfriedhof und am Reduit Tilly.

## Sport- und Naherholungsmöglichkeiten, Naturraum

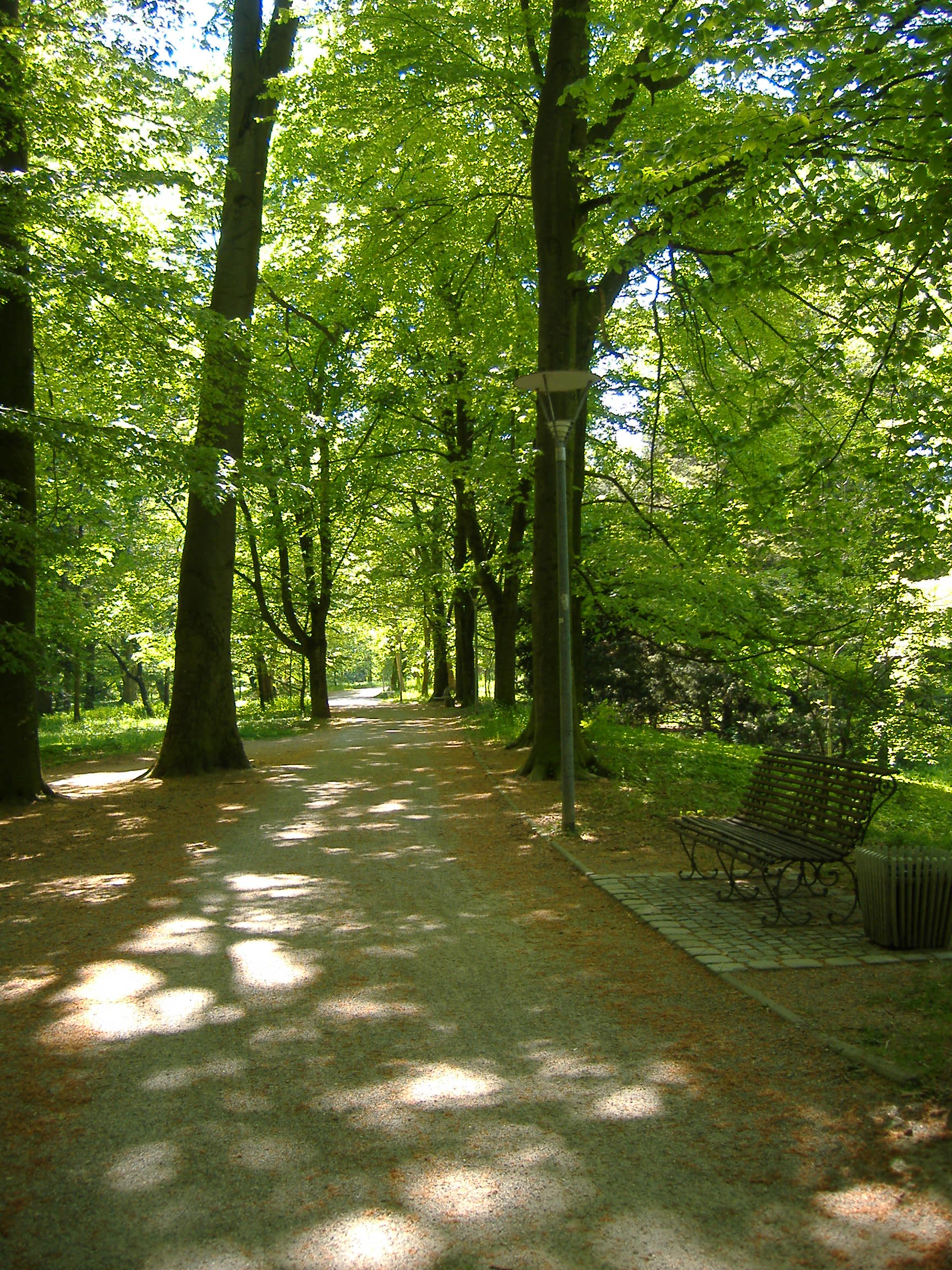
Schotterweg mit einer „wilden“ Allee im Park

Im Luitpoldpark befindet sich neben einem Kinderspielplatz und Tischtennisplatten auch ein Fußballplatz. Die bewegte und teilweise baumlose Geländesituation in der Mitte des Parks bietet im Winter eine Rodelmöglichkeit. Zudem führt ein Teil der Strecke des jährlich im Mai stattfindenden Ingolstädter Halbmarathons sowie der Donauradwanderweg durch den Luitpoldpark.
Neben den gepflegten Bereichen im Osten des Parks haben sich insbesondere im Westen relativ naturnahe ungestörte Lebensräume mit alten Baumbeständen von Rotbuchen, Linden und Ahorn entwickelt. Darüber hinaus ist der Park Lebensraum für viele Säugetierarten, wie Siebenschläfer, Hermeline und Eichhörnchen und Vögel, wie den Specht geworden. Ein Biotop-Erlebnispfad, der durch den Park führt gibt in Form von Holztafeln Informationen über die vorhandenen Tier- und Pflanzenarten.
Der Luitpoldpark dient als städtisches Bindeglied zwischen den im Westen und Osten an der Donau gelegenen Auwaldgebieten (der Schüttl). Er ist Teil des Ingolstädter inneren Grüngürtels, der ehemaligen Festungsanlagen bzw. des Glacis. Als kleines Grüngebiet ist er Verkehrsweg für Radler und Fußgänger, dient als Naherholungsgebiet, als grüne Lunge, das im Westen an Staustufe und Baggersee anknüpft, im Osten an Stadt und Landesgartenschaugelände. Einige Schrebergärten, die Grünbrücke und das Farntal ergänzen das Gelände.